# Xã Salem, Quận Greenwood, Kansas
Xã Salem (tiếng Anh: Salem Township) là một xã thuộc quận Greenwood, tiểu bang Kansas, Hoa Kỳ. Năm 2010, dân số của xã này là 33 người.